# Aneriophora aureorufa
Aneriophora aureorufa är en tvåvingeart som först beskrevs av Philippi 1865.  Aneriophora aureorufa ingår i släktet Aneriophora och familjen blomflugor. Inga underarter finns listade i Catalogue of Life.